# Amt Laage
Het Amt Laage is een samenwerkingsverband van 5 gemeenten in het  Landkreis Rostock in de Duitse deelstaat Mecklenburg-Voor-Pommeren. Het Amt telt 8.985 inwoners. Het bestuurscentrum bevindt zich in de stad Laage. Het amt ontstond in 2004 toen het vroegere Amt Laage-Land werd samengevoegd met de stad Laage.

## Gemeenten
Het Amt bestaat uit de volgende gemeenten:
1. Diekhof ( x)
2. Dolgen am See (636)
3. Hohen Sprenz (540)
4. Laage, stad * (6.477)
5. Wardow (1.332)